# Список членів Правління Харківської громадської бібліотеки

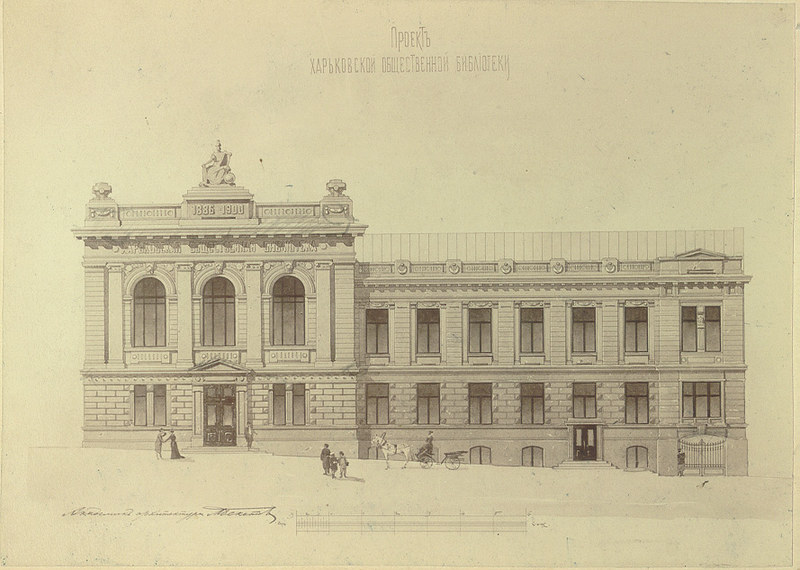
Проєкт Харківської громадської бібліотеки, зроблений архітектором Олексієм Бекетовим

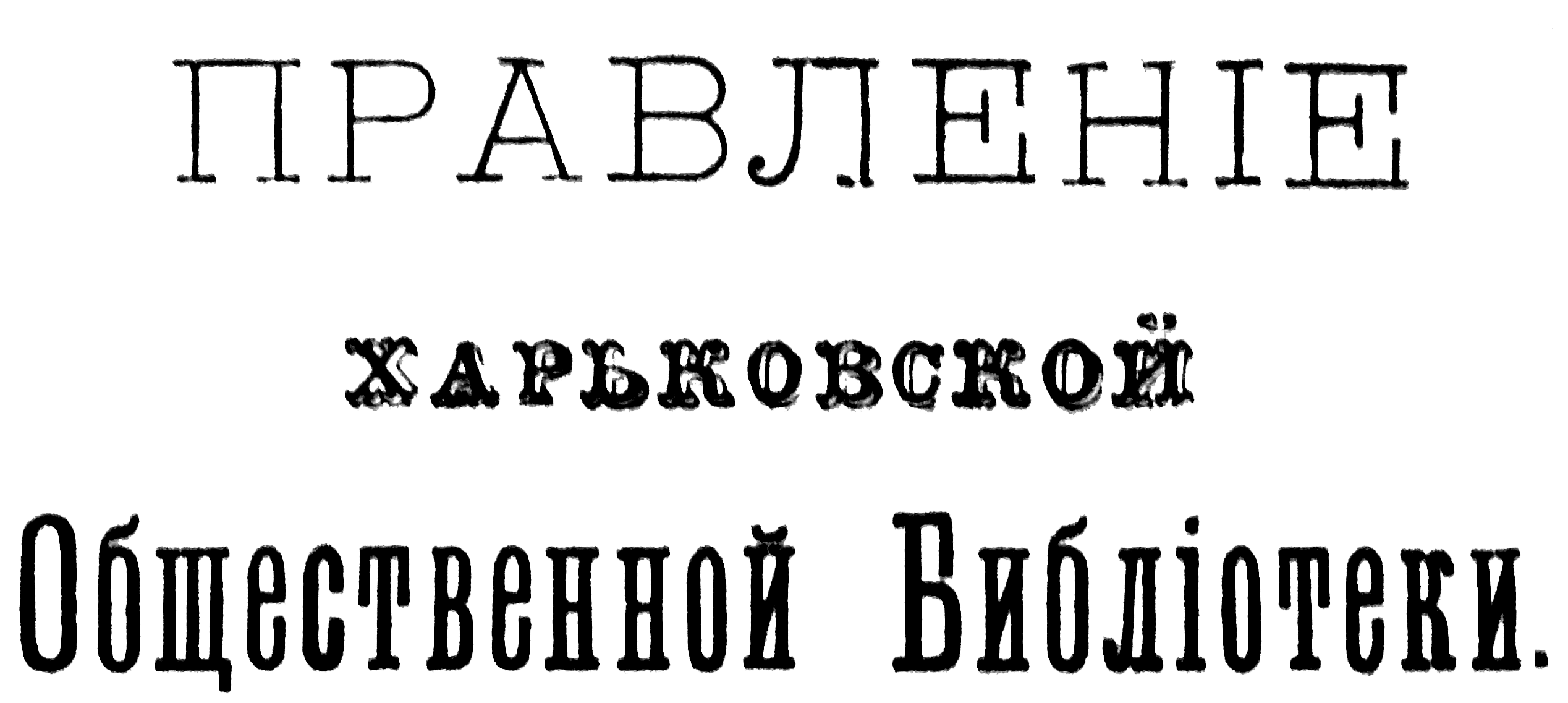
Фірмовий бланк Правління Харківської громадської бібліотеки

Правління Харківської громадської бібліотеки сформували на своєму першому засіданні 7 жовтня 1885 року. Воно проіснувало до розпуску в 1918 році. Склад Правління обирався на чергових зборах бібліотеки. Спочатку обиралося вісім членів правління строком на один рік, додатково обирали шість кандидатів у члени правління, для заміни членів правління, що вибули. 9 грудня 1890 за пропозицією Василя Касперова, підтриманою зборами бібліотеки, кількість членів правління збільшили до дванадцяти осіб. Їх стали обирати строком до трьох років з обов'язковим щорічним переобранням третини правління. Також, до правління входили неодмінні (постійні) члени правління. Ці посади заздалегідь зарезервовані для ректора університету, директорів Ветеринарного та Технологічного інститутів, ректора Духовної семінарії, директорів класичних гімназій та реального училища. На екстрених зборах бібліотеки від 11 квітня 1899 року, серед іншого, вирішено ввести ще одного неодмінного члена правління, на цей раз від міського громадського правління. Цю посаду від 1900 року обіймав Сергій Раєвський. На зборах бібліотеки обирали голову правління, його товаришів (заступників) та секретарів. Останні займалися веденням протоколів правління і могли не бути його членами.
Окрім господарчих та адміністративних питань, правління також займалося питаннями комплектації бібліотеки новими виданнями. Від його імені писали звернення до авторів, видавців, наукових та громадських організацій, державним та земським установам із проханням надіслати в дарунок бібліотеці свої видання. Велося листування з літераторами й науковцями, у місцевій пресі постійно публікувалися списки дарувальників книг, звіти діяльності бібліотеки та її плани на майбутнє. З розвитком бібліотеки правління створювало її нові відділи та комісії. Кожен член правління завідував одним чи кількома відділами фонду бібліотеки, у яких він вважався спеціалістом. Також правління займалося каталогуванням фондів, займалося виданням Систематичних каталогів та доповнень до них.
Список містить перелік усіх членів правління бібліотеки з дати його заснування у 1885 році до розпуску в 1918 році. Надалі, відсутні згадки про діяльність правління 1919 року. Наступного року структура бібліотеки змінена і правління в ній більше не було.
| Портрет | Повне ім'я                               | Строк членства       | Інші бібліотечні посади                                                                      | Рід занять на час перебування на посаді                                                                    | Прим.               |
| ------- | ---------------------------------------- | -------------------- | -------------------------------------------------------------------------------------------- | --- | ------------------- |
|         | Абрамов Григорій Миколайович             | 1905—1908            | Товариш Голови Правління (1906—1907) Голова Правління (1907—1908)                            | Член Харківського окружного суду                                                                           | [ 4 ]               |
|         | Алексеєнко Михайло Мартинович            | 1890—1899            | Неодмінний член правління                                                                    | Ректор Харківського Університету                                                                           | [ 5 ]               |
|         | Андрєєв Олександр Михайлович             | 1885—1887            |                                                                                              | Редактор «Харківських губернських відомостей»                                                              | [ 6 ]               |
|         | Антоконенко Михайло Іванович             | 1893—1918            | Товариш Голови Правління (1906—1907) Відповідальна особа за бібліотекою (1915—1916)          | Службовець залізниці                                                                                       | [ 7 ] [ 8 ]         |
|         | Анциферов Олексій Миколайович            | ? —1908              | Товариш Голови Правління (1909—1910) Голова Правління (1910—1918)                            | Професор Харківського Університету                                                                         | [ 9 ]               |
|         | Арсеньєв Іван Іванович                   | 1893—1896            |                                                                                              | Гласний Курської губернської земської управи                                                               | [ 10 ]              |
|         | Багалій Дмитро Іванович                  | 1888—1889, 1893—1918 | Голова Правління (1894—1906)                                                                 | Ректор Харківського Університету Харківський міський голова                                                | [ 11 ]              |
|         | Бекетов Микола Миколайович               | 1885—1887            |                                                                                              | Професор Харківського Університету                                                                         | [ 12 ]              |
|         | Білецький Олександр Іванович             | 1916—1918            |                                                                                              | Професор Харківського Університету                                                                         | [ 13 ]              |
|         | Белицький Карл Якович                    | 1885—?               | Неодмінний член правління                                                                    | Директор 3-ї Харківської гімназії                                                                          | [ 14 ] [ 15 ]       |
|         | Бузескул Владислав Петрович              | 1891—1892            |                                                                                              | Професор Харківського Університету                                                                         | [ 16 ]              |
|         | Винокуров Микола Петрович                | 1902—1903            | Член ревізійної комісії (1909—1910)                                                          | Харківський губернський інженер                                                                            | [ 17 ] [ 18 ]       |
|         | Габель Орест Мартинович                  | 1893—1915            | Товариш Голови Правління (1905—1915)                                                         | Голова Харківського представництва Варшавського страхового товариства                                      | [ 19 ]              |
|         | Гіршман Павло Леопольдович               | 1888—1891            |                                                                                              | Гласний Харківської міської думи                                                                           | [ 20 ]              |
|         | Готовицький Федір Григорович             | 1902—1905            | Член ревізійної комісії (1892)                                                               | Член товариства допомоги безпритульним сиротам                                                             | [ 21 ] [ 22 ]       |
|         | Гредескул Микола Андрійович              | 1893—1906            | в. о. Голови Правління (1905—1906)                                                           | Професор Харківського Університету                                                                         | [ 23 ]              |
|         | Григор Григорій Григорович               | 1914—1918            | Секретар Правління (1915)                                                                    | Викладач Харківського Університету                                                                         | [ 7 ] [ 24 ]        |
|         | Грузинцев Олексій Петрович               | 1886—1908            | Голова Правління (1906—1907) Товариш Голови Правління (1908—1909)                            | Професор Харківського Університету                                                                         | [ 25 ]              |
|         | Гурський Олексій Афанасійович            | 1885—1886            |                                                                                              | Педагог | [ 26 ]              |
|         | Даневська Варвара Павлівна               | 1892—1904            |                                                                                              | Член Харківського Товариства грамотності Дружина професора Харківського університету Всеволода Даневського | [ 27 ] [ 28 ]       |
|         | Данилевич Василь Юхимович                | 1905—1907            | Член ревізійної комісії (1906)                                                               | Приват-доцент Харківського Університету                                                                    | [ 29 ]              |
|         | Данилевський Василь Якович               | 1889—1894            |                                                                                              | Професор Харківського Університету                                                                         | [ 30 ]              |
|         | Дідріхсон Олександр Адольфович           | 1918                 | Член ревізійної комісії (1907)                                                               | Помічник присяжного повіреного Товариш Голови Харківського Товариства грамотності                          | [ 31 ] [ 32 ]       |
|         | Дриженко Іван Павлович                   | 1918                 |                                                                                              | Завідувач відділу у газеті «Южный Край»                                                                    | [ 33 ]              |
|         | Єфименко Петро Савич                     | 1886—1887            |                                                                                              | Секретар Харківського губернського статистичного комітету                                                  | [ 34 ]              |
|         | Жебуньов Леонід Миколайович              | 1892—1893            | Член ревізійної комісії (1894)                                                               | Публіцист, політичний та громадський діяч                                                                  | [ 35 ]              |
|         | Жилкин Степан Степанович                 | 1906—1907            | Член ревізійної комісії (1907)                                                               | Завідувач оціночно-статистичного відділу Харківської губернської земської управи                           | [ 36 ] [ 37 ]       |
|         | Зубашев Юхим Лук'янович                  | 1893—1899            |                                                                                              | Професор Харківського Технологічного інституту                                                             | [ 38 ]              |
|         | Кадлубовський Арсеній Петрович           | 1902—1915            |                                                                                              | Професор Харківського Університету                                                                         | [ 39 ]              |
|         | Касперов Василь Іванович                 | 1885—1891            | Секретар Правління (1885) Член ревізійної комісії (1886)                                     | Гласний Харківської міської думи                                                                           | [ 40 ] [ 41 ]       |
|         | Кирпичов Віктор Львович                  | 1885—1898            | Неодмінний член правління                                                                    | Директор Харківського Технологічного інституту                                                             | [ 42 ]              |
|         | Коврайський Володимир Миколайович        | 1908—1918            |                                                                                              | Член Варшавського страхового товариства                                                                    | [ 43 ]              |
|         | Комаров Аполлон Петрович                 | 1894—1918            | Голова Правління (1908—1910) Товариш Голови Правління (1915—1916) Голова Будівельної комісії | Професор Харківського Технологічного інституту                                                             | [ 7 ] [ 44 ]        |
|         | Красуська Софія Андріївна                | 1914—1917            |                                                                                              | | [ 45 ]              |
|         | Красуський Іван Адамович                 | 1895—1908            |                                                                                              | Професор Харківського Технологічного інституту                                                             | [ 46 ]              |
|         | Іоанн (Кратіров)                         | 1885—1893            | Неодмінний член правління                                                                    | Ректор Харківської духовної семінарії                                                                      | [ 47 ]              |
|         | Леваковський Михайло Федорович           | 1885—1886            |                                                                                              | Дворянин                                                                                                   | [ 48 ]              |
|         | Левитський Володимир Фавстович           | 1899—1902            |                                                                                              | Професор Харківського Університету                                                                         | [ 49 ]              |
|         | Маслов Михайло Олексійович               | 1890—1913            |                                                                                              | Приват-доцент Харківського Університету                                                                    | [ 50 ]              |
|         | Медерський Казимир Антонович             | 1910—1916            | Член ревізійної комісії (1905) Секретар Правління (1915)                                     | Головний керуючий Харківсько-Полтавським управлінням землеробства та державного майна                      | [ 7 ] [ 51 ]        |
|         | Овсянико-Куликовський Дмитро Миколайович | 1891—1892            |                                                                                              | Професор Харківського Університету                                                                         | [ 52 ]              |
|         | Одарченко Микола Филипович               | 1885—1895            | Неодмінний член правління                                                                    | Директор 2-ї Харківської гімназії                                                                          | [ 53 ]              |
|         | Павловський Федір Андрійович             | 1891—1900            |                                                                                              | Гласний Харківської міської думи                                                                           | [ 54 ]              |
|         | Патоков Валерій Валер'янович             | 1905—1913            | в. о. Голови Правління (1909—1910)                                                           | Судовий слідчий                                                                                            | [ 55 ]              |
|         | Пінто Михайло Михайлович                 | 1893—1894            |                                                                                              | Бібліотекознавець                                                                                          | [ 56 ]              |
|         | Піснячевський Фотій Вікторович           | 1889—1893            |                                                                                              | Доктор медицини                                                                                            | [ 57 ] [ 58 ]       |
|         | Платонов Валентин Валентинович           | 1914                 |                                                                                              | | [ 59 ]              |
|         | Плеський Микола Геннадійович             | 1909—1918            | Товариш Голови Правління (1916—1916) Секретар Правління                                      | Викладач 3-ї чоловічої гімназії                                                                            | [ 7 ] [ 60 ] [ 61 ] |
|         | Погорілко Олександр Костянтинович        | 1894                 |                                                                                              | Адъюнкт-профессор Харківського Технологічного інституту                                                    | [ 62 ]              |
|         | Полуектов (Полуехтов) Дмитро Микитович   | 1885—1889            |                                                                                              | Власник книжкового магазину                                                                                | [ 63 ]              |
|         | Полюта Катерина Дмитрівна                | 1909—1918            |                                                                                              | | [ 64 ]              |
|         | Пшеборський Антоній-Боніфацій Павлович   | 1906—1908            |                                                                                              | Професор Харківського Університету                                                                         | [ 65 ]              |
|         | Раєвський Аркадій Олександрович          | 1885—1904            | Неодмінний член правління                                                                    | Директор Харківського Ветеринарного інституту                                                              | [ 66 ]              |
|         | Раєвський Сергій Олександрович           | 1900—1918            | Неодмінний член правління                                                                    | Голова Харківського товариства грамотності                                                                 | [ 67 ]              |
|         | Рапп Віктор Іванович                     | 1906—1907 1914—1918  |                                                                                              | Співвласник книжкового магазину                                                                            | [ 68 ]              |
|         | Рєдін Єгор Кузьмович                     | 1897—1902            |                                                                                              | Професор Харківського Університету                                                                         | [ 69 ]              |
|         | Ріттер Павло Григорович                  | 1902—1916            |                                                                                              | Приват-доцент Харківського Університету                                                                    | [ 70 ]              |
|         | Румницька Марія Іванівна                 | 1914—1918            |                                                                                              | Службовець Харківської громадської бібліотеки                                                              | [ 71 ]              |
|         | Румницький Костянтин Григорович          | 1908—1916            |                                                                                              | Секретар Південно-Російського товариства технологів                                                        | [ 72 ]              |
|         | Русов Олександр Олександрович            | 1890—1891            | Член ревізійної комісії (1893)                                                               | Харківський міський статистик                                                                              | [ 73 ]              |
|         | Сабінін Сергій Єгорович                  | 1910—1914            | Товариш Голови Правління (1911—1914)                                                         | Професор Харківського Університету                                                                         | [ 74 ]              |
|         | Савва Володимир Іванович                 | 1903—1905            |                                                                                              | Професор Харківського Університету                                                                         | [ 75 ]              |
|         | Самойлов Сергій Миколайович              | 1889—1905            | Член ревізійної комісії (1905—1906)                                                          | Керівник комерційної залізної дороги                                                                       | [ 76 ]              |
|         | Семека-Максимович Григорій Олександрович | 1917—1918            |                                                                                              | Приват-доцент Харківського Університету                                                                    | [ 77 ] [ 78 ]       |
|         | Сергієвський Петро Олексійович           | 1909—1910            | Товариш Голови Правління (1910)                                                              | Член Харківського медичного товариства                                                                     | [ 79 ]              |
|         | Серебряков Михайло Михайлович            | 1894                 | Голова Правління (1893—1894) Член ревізійної комісії (1895—1904)                             | Гласний Харківської міської думи                                                                           | [ 80 ]              |
|         | Синцов Дмитро Матвійович                 | 1906—1907 1917—1918  |                                                                                              | Професор Харківського Університету                                                                         | [ 81 ]              |
|         | Слатін Ілля Ілліч                        | 1902—1905            |                                                                                              | Директор Харківського музикального училища                                                                 | [ 82 ]              |
|         | Сумцов Микола Федорович                  | 1885—1893            |                                                                                              | Професор Харківського Університету                                                                         | [ 83 ]              |
|         | Сицянко Йосип Семенович                  | 1885—1886            |                                                                                              | Приват-доцент Харківського Університету                                                                    | [ 84 ] [ 28 ]       |
|         | Талієв Валерій Іванович                  | 1906—1908            | Член ревізійної комісії (1903—1904)                                                          | Приват-доцент Харківського Університету                                                                    | [ 85 ]              |
|         | Темниковський Євген Миколайович          | 1908—1909            |                                                                                              | Професор Харківського Університету                                                                         | [ 86 ]              |
|         | Тигель Петро Іванович                    | 1891—1893            |                                                                                              | Податковий інспектор Лебединського повіту                                                                  | [ 87 ]              |
|         | Тимофєєв Володимир Федорович             | 1893—1894            |                                                                                              | Професор Харківського Університету                                                                         | [ 88 ]              |
|         | Тихонович Полікарп Васильович            | 1885—1888            | Неодмінний член правління                                                                    | Директор 1-ї Харківської гімназії                                                                          | [ 89 ] [ 90 ]       |
|         | Трєскін Іван Єгорович                    | 1899—1902            |                                                                                              | Головний редактор журналу «Известия Южнорусского общества технологов»                                      | [ 91 ] [ 92 ]       |
|         | Фатеєв Аркадій Миколайович               | 1909—1910            |                                                                                              | Приват-доцент Харківського Університету                                                                    | [ 93 ]              |
|         | Федоровський Олександр Олександрович     | 1888—1890            |                                                                                              | Протоієрей Миколаївського храму Гласний Харківської міської думи                                           | [ 94 ] [ 95 ]       |
|         | Федюкина Олександра Павлівна             | 1889—1892            |                                                                                              | | [ 96 ]              |
|         | Фесенко Іван Осипович                    | 1885—1887            |                                                                                              | Харківський міський голова                                                                                 | [ 95 ] [ 97 ]       |
|         | Філонов Борис Григорович                 | 1885—???             | Голова Правління (1885—1893)                                                                 | Гласний Харківської міської думи                                                                           | [ 98 ]              |
|         | Хавкіна Любов Борисівна                  | 1902—1905 1914—1918  |                                                                                              | Голова Російського бібліографічного товариства                                                             | [ 99 ]              |
|         | Чемпковський Олександр Станіславович     | 1906—1907            |                                                                                              | Бібліознавець, бібліограф член Російського товариства бібліотекознавства                                   | [ 100 ] [ 101 ]     |
|         | Черкес Даниїл Самойлович                 | 1916—1918            |                                                                                              | Інженер-технолог, педагог член Російського товариства бібліотекознавства                                   | [ 102 ] [ 103 ]     |
|         | Шиманова Неоніла Андріївна               | 1896—1898            |                                                                                              | | [ 104 ]             |
|         | Шихов Василь Васильович                  | 1885—1906            | Неодмінний член правління                                                                    | Директор Харківського реального училища                                                                    | [ 105 ] [ 106 ]     |
|         | Шміт Федір Іванович                      | 1914—1915            |                                                                                              | Професор Харківського Університету                                                                         | [ 107 ]             |
|         | Щелков Іван Петрович                     | 1885—1890            | Неодмінний член правління                                                                    | Ректор Харківського університету                                                                           | [ 108 ]             |
|         | Яковлева Антоніна Федорівна              | 1888—1897            |                                                                                              | Викладачка Харківської жіночої недільної школи                                                             | [ 109 ]             |